# Aspergillosi broncopolmonare allergica
L'aspergillosi broncopolmonare allergica (ABPA) è una condizione patologica che si manifesta in seguito ad una risposta immunitaria verso l'Aspergillus fumigatus.

## Fattori di rischio
Costituiscono fattore di rischio la presenza di asma (1-2% dei casi) e fibrosi cistica o mucoviscidosi (10% dei casi).

## Diagnosi
La diagnosi dell'ABPA viene effettuata in presenza di determinati sintomi e segni clinici, fra cui:
- asma,
- presenza di infiltrati polmonari,
- bronchiectasie prossimali,
- eosinofilia ematica,
- IgE sieriche elevate,
- test cutanei positivi all'Aspergillus.

## Sintomatologia
Si manifestano febbre, dispnea, dolore toracico, diaforesi, formazione di pomfi ed eritema in seguito al test cutaneo.

## Terapia
Il trattamento si basa sulla somministrazione di corticosteroidi, insieme ad itraconazolo.

## Prognosi
Con l'allungarsi del trattamento il paziente diventa farmaco-dipendente, si possono mostrare distruzioni enfisematose e fibrosi polmonare.